# Clásica Van Merksteijn Fences
La Clásica Van Merksteijn Fences es una competición ciclista de un día que se disputa en los alrededores de Zwevegem a Bélgica. Fue creada en 1930 con el nombre de Gran Premio de Zwevegem. En 1942 adoptó el nombre actual en homenaje al ciclista Marcel Kint. En 2016 entró a formar parte del calendario del UCI Europe Tour ya que anteriormente era una prueba amateur.

## Palmarés
| 1930 · Adolf Van Bruaene 1935 · Marcel Kint 1936 · Michel D'Hooghe 1937 · Albert Beirnaert 1938 · Frans Binnemans 1942 · Jef Vande Weghe 1947 · Albert Paepe 1948 · Roger Cnockaert 1949 · Valère Ollivier 1950 · Valère Ollivier 1951 · Basiel Wambeke 1952 · Willem Labaere 1953 · Willy Geers 1954 · Russell Mockridge 1955 · Georges Decraeye 1956 · Jef Planckaert 1957 · Staf Van Vaerenbergh 1958 · Jef Planckaert 1959 · Gilbert Desmet 1960 · Arthur Decabooter | 1961 · Jef Planckaert 1962 · Jef Planckaert 1963 · Norbert Kerckhove 1964 · Frans Melckenbeeck 1965 · Edward Sels 1966 · Roland Van De Rijse 1967 · Noël Van Clooster 1968 · no se organizó 1969 · André Dierickx 1970 · Willy Van Neste 1971 · Guido Reybrouck 1972 · Christian Callens 1973 · Frans Verbeeck 1974 · Willy Van Neste 1975 · Ronald De Witte 1976 • José Vanackere 1977 • Willy Planckaert 1978 • Alain Desaever 1979 • Lieven Malfait |

## Palmarés desde 1980
| Año                               | Ganador                 | Segundo                 | Tercero                 |           |
| --------------------------------- | ----------------------- | ----------------------- | ----------------------- | --------- |
| 1980                              | Patrick Devos           | Eddy Vanhaerens         | Pol Verschuere          |           |
| 1981                              | Willy Teirlinck         | Walter Dalgal           | Eddy Vanhaerens         |           |
| 1982                              | Dirk Heirweg            | Charles Jochums         | Marc Goossens           |           |
| 1983                              | Luc Meersman            | Rudy Delehouzée         | Eddy Vanhaerens         |           |
| 1984                              | Eddy Planckaert         | Danny Van Baelen        | Franky Van Oyen         |           |
| 1985                              | Franky Van Oyen         | Tim Harris              | Daniel Rossel           |           |
| 1986                              | Roger Ilegems           | Benjamin Van Itterbeeck | Rik Mannaerts           |           |
| 1987                              | Frank Pirard            | Leon Nevels             | Etienne De Wilde        |           |
| 1988                              | Franky Pattyn           | Danny Janssens          | Yvan Lamote             |           |
| 1989                              | Ludo Giesberts          | Jan Bogaert             | Frank Francken          |           |
| 1990                              | Ludo Giesberts          | Patrick Verschueren     | Jan Bogaert             |           |
| 1991                              | Marnix Lameire          | Peter Naessens          | Rik Coppens             |           |
| 1992                              | Ferdi Dierickx          | Jan Bogaert             | Kurt Onclin             |           |
| 1993                              | Michel Vermote          | Rudy Verdonck           | Pierre Herinne          |           |
| 1994                              | Wim Omloop              | Patrick Van Roosbroeck  | Patrick De Wael         |           |
| 1995                              | Anders Eklundh          | Marat Ganéyev           | Johnny van Cadsand      |           |
| 1996                              | Danny Daelman           | Lars Michaelsen         | Peter Spaenhoven        |           |
| 1997                              | Peter van Petegem       | Franky Van Haesebroucke | Andy De Smet            |           |
| 1998                              | Bart Heirewegh          | Geert Omloop            | Andy De Smet            |           |
| 1999                              | Adrie van der Poel      | Filip Vereecke          | Gianni Rivera           |           |
| 2000                              | Eric De Clercq          | Peter van Petegem       | Bart Heirewegh          |           |
| 2001                              | Jan van Velzen          | Marc Roland             | Bart Heirewegh          |           |
| 2002                              | Gordon McCauley         | Thierry De Groote       | Mindaugas Goncaras      |           |
| 2003                              | Aivaras Baranauskas     | Christoph Roodhooft     | Christophe Waelkens     |           |
| 2004                              | Frank Vandenbroucke     | Steven De Neef          | Mindaugas Goncaras      |           |
| 2005                              | Frank Vandenbroucke     | Hamish Haynes           | Bert Scheirlinckx       |           |
| 2006                              | Kevin Van der Slagmolen | Geert Omloop            | Steven Thys             |           |
| 2007                              | Geert Omloop            | Johan Coenen            | Bert De Waele           |           |
| 2008                              | Niko Eeckhout           | Sven Nys                | Geert Omloop            |           |
| 2009-2010 ediciones no realizadas |                         |                         |                         |           |
| 2011                              | Baptiste Planckaert     | Jonas Ljungblad         | Aidis Kruopis           |           |
| 2012                              | Ramūnas Navardauskas    | Kess Heytens            | Tijmen Eising           |           |
| 2013                              | Iljo Keisse             | Stijn Steels            | Baptiste Planckaert     |           |
| 2014                              | Brian van Goethem       | Frédérique Robert       | Matthias Van Holderbeke |           |
| 2015                              | Baptiste Planckaert     | Alexander Krieger       | Brian van Goethem       |           |
| 2016                              | Jan-Willem van Schip    | Michiel Dieleman        | Emiel Vermeulen         |           |
| 2017                              | Jonas Rickaert          | Anders Skaarseth        | Olivier Pardini         |           |
| 2018                              | Nacer Bouhanni          | Cees Bol                | Dries De Bondt          |           |
| 2019                              | Bryan Coquard           | Nacer Bouhanni          | Alfdan De Decker        |           |
| 2020                              | cancelada               | cancelada               | cancelada               | cancelada |
| 2021                              | Álvaro Hodeg            | Tim Merlier             | Danny van Poppel        |           |
| 2022                              | Arnaud De Lie           | Luca Mozzato            | Gerben Thijssen         |           |
| 2023                              | Caleb Ewan              | Tim Merlier             | Gerben Thijssen         |           |
| 2024                              | cancelada               | cancelada               | cancelada               | cancelada |
| 2025                              | cancelada               | cancelada               | cancelada               | cancelada |

## Más victorias
| Ciclista            | Victorias | Años                   |
| ------------------- | --------- | ---------------------- |
| Jef Planckaert      | 4         | 1956, 1958, 1961, 1962 |
| Valère Ollivier     | 2         | 1949, 1950             |
| Willy Van Neste     | 2         | 1970, 1974             |
| Ludo Giesberts      | 2         | 1989, 1990             |
| Frank Vandenbroucke | 2         | 2004, 2005             |
| Baptiste Planckaert | 2         | 2011, 2015             |

## Palmarés por países
| País          | Victorias |
| ------------- | --------- |
| Bélgica       | 66        |
| Países Bajos  | 5         |
| Lituania      | 2         |
| Francia       | 2         |
| Australia     | 2         |
| Suecia        | 1         |
| Nueva Zelanda | 1         |
| Colombia      | 1         |